# Тимочко-лужнички дијалекат
Тимочко-лужнички дијалекат је један од призренско-тимочких штокавских дијалеката српског језика. Спада у источноштокавске дијалекте, а распрострањен је у делу југоисточне Србије, на подручју Пирота и неких суседних регија.